# گورنگا بونوشا
گورنگا بونوشا (به صربی: Gornja Bunuša) یک روستا در صربستان است که در لسکواس واقع شده‌است. گورنگا بونوشا ۶۳۳ نفر جمعیت دارد و ۲۶۷ متر بالاتر از سطح دریا واقع شده‌است.